# Donjon de Bazoges-en-Pareds
 (octobre 2017).
Si vous disposez d'ouvrages ou d'articles de référence ou si vous connaissez des sites web de qualité traitant du thème abordé ici, merci de compléter l'article en donnant les références utiles à sa vérifiabilité et en les liant à la section « Notes et références ».
Le donjon de Bazoges-en-Pareds est un donjon médiéval situé dans le village de Bazoges-en-Pareds dans le département français de la Vendée. 

## Histoire

### Le château au Moyen-Âge (1056-1563)
La première mention d'un seigneur de Bazoges-en-Pareds date de 1056 : Thibaut Luneau, dominus de Basogis, offre alors des terres aux moines du prieuré de Vouvant. En 1090, les quatre fils de Thibaut offrent aux mêmes moines l'église de leur château. On ne sait cependant rien du château de Bazoges de l'époque, si ce n'est qu'il comporte une petite chapelle castrale. Les Luneau conservent Bazoges jusque vers 1370, et plusieurs d'entre eux, dont Hugues II (c. 1230-1250) apparaissent comme des proches des seigneurs de Lusignan. En 1359 ou en 1360, les défenses du château sont rasées : pour éviter que la place ne tombe aux mains des Anglais, Guillaume de Parthenay-Larchevêque, en tant que lieutenant du roi en Poitou, ordonne à Thibaut III Luneau d'en raser les défenses. En 1380, ce même Guillaume ordonne au nouveau seigneur de Bazoges, Jehan Girard, de fortifier la forteresse, mais il agit cette fois en tant que seigneur de Vouvant et suzerain de Bazoges.   
C'est le mariage de Marie Luneau et de Jehan Girard, vers 1370, qui fait entrer la seigneurie de Bazoges dans le patrimoine des Girard. Vieille famille connue depuis 1120 dans le Talmondais , les Girard possédaient quelques terres sur la côte poitevine. Avec la seigneurie de Bazoges, il récupèrent aussi celles de Saint-Martin-Lars, la Guignardière et Moricq. Ce sont les Girard qui construisent l'actuel donjon, entre 1380 et le milieu du XVè siècle. À partir du règne de Régnault Girard (vers 1418-1463), la famille entre dans le cercle des proches du roi de France. Ambassadeur de Charles VII en Écosse, en Bretagne et en Aragon, maître d'Hôtel du roi (en 1430 puis de nouveau entre 1451 et 1453), bailli d'Aunis, gouverneur de Saint-Michel en l'Herm, etc., Régnault Girard est un proche du roi. À sa suite, son fils Joachim, ses petits-fils Jean II et Joachim II, ses arrière-petits-fils Joachim III et Jean III sont tous présents à la cour de France.

### L'époque moderne
L'assassinat de Jean III Girard au port de la Claye, le 1er février 1563, fait entrer le château de Bazoges dans le patrimoine de son beau-fils, Charles Poussard du Vigean. Le nouveau seigneur est un protestant, proche d'Henri de Navarre, qui le fera d'ailleurs gouverneur du port de Dieppe et vice-amiral de Normandie. En 1594, sous le règne de Charles II Poussard, le château de Bazoges est assiégé par une troupe de la Ligue Catholique commandée par un certain Don Alonso. Après trois jours de siège, l'arrivée de la cavalerie de Fontenay et du seigneur des Roches-Baritaud chasse les assaillants. L'une des filles de Charles II Poussard est Anne Poussard, amie de Madame de Maintenon, dame d'honneur de la reine et épouse d'Armand-Jean de Vignerot du Plessis, neveu du cardinal Richelieu.   
Une vente conclue aux alentours de 1670 transfère Bazoges du patrimoine des Poussard à celui des Baudéan de Parabère. Cette grande famille de la noblesse poitevine a donné plusieurs gouverneurs du Poitou, une dame d'honneur de la reine (Suzanne de Baudéan, duchesse de Navailles, entre 1660 et 1664), et une favorite du Régent (Marie-Madeleine de Vieuville, dite « Madame de Parabère »). Vendue en 1769 à François-Charles Carré de Candé, dont le père, ancien banquier de La Rochelle, avait été récemment anobli, la seigneurie n'est qu'une source de revenus pour ses propriétaires qui n'y résident plus depuis longtemps.   

### Abandon et restauration (XIXe–XXesiècles)

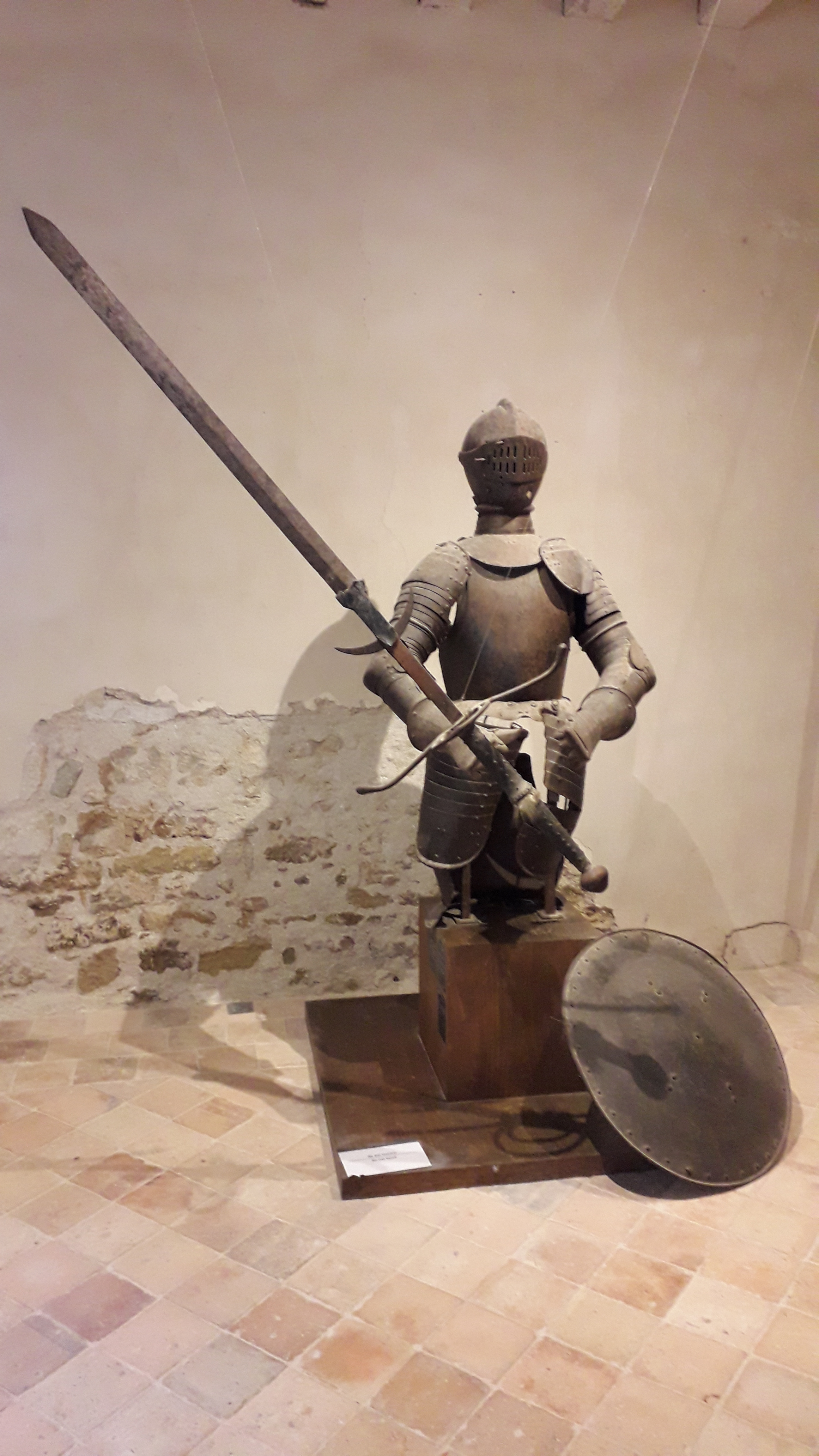
Demie-armure et Épée à deux mains

Par chance, le donjon a échappé au passage des Colonnes Infernales, le 30 janvier 1794, qui a vu une partie du bourg et de l'église livrées aux flammes. Passée par héritage à Paul-Laurent Augier de Moussac, l'ancienne forteresse est abandonnée. Vendue en 1859 à Henri Pervinquière, dit le « baron Pervinquière », elle abrite un corps de ferme. Les douves sont comblées dans la seconde moitié du siècle pour abriter le champ de foire et les remparts sont démolis pour faciliter la circulation au cœur du bourg. 
En 1927, le donjon est inscrit à l’inventaire supplémentaire des monuments historiques, mais dans un état fortement dégradé. Acheté par la commune en 1989, il est entièrement restauré entre 1990 et 1995. Les Fonds européens, l’État, le Département et la commune vont financer les travaux.
De plus, le programme «Patrimoine 2000» a été mis en place à l’initiative du département de la Vendée. Cette convention passée avec la commune a eu pour objectif de préserver, restaurer et de mettre en valeur le patrimoine. Ainsi le donjon a pu être restauré. Les salles ont été meublées et présentent des objets mobiliers en respectant le cadre historique et scientifique du lieu.

## Architecture

### Architecture générale du château

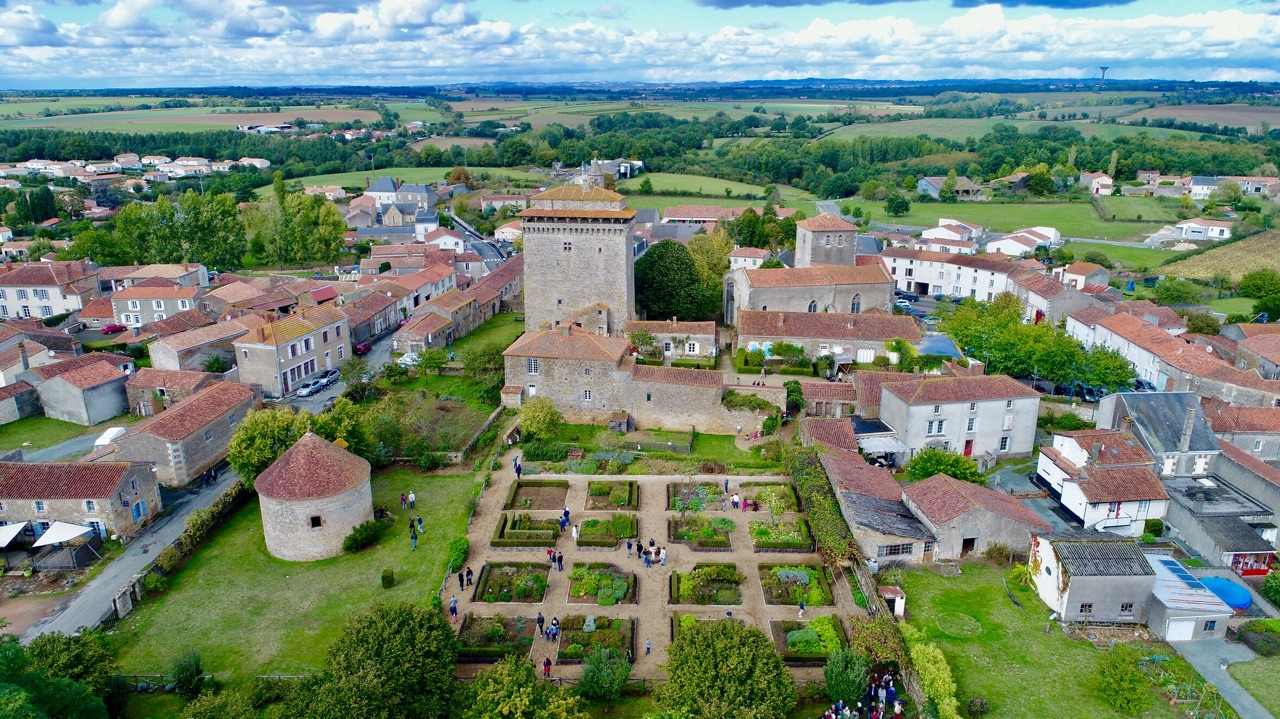
Château de Bazoges-en-Pareds (vue aérienne).

On ne sait pas à quoi ressemblait le premier château de Bazoges, établi au milieu du XIè siècle. On est par contre bien plus renseigné sur l'aspect de la forteresse à la fin du Moyen-Âge. Selon toute vraisemblance, elle comportait trois lignes de remparts. La première enserrait toute la place : la basse-cour au sud, l'église Notre-Dame et la haute-cour au nord et les anciens porches à l'est et à l'ouest. Les fossés sont encore visibles par endroits, notamment à l'ouest du château et au sud, dans le jardin médiéval. Les autres fossés ont été comblés au XIXè siècle. Une gravure d'Octave de Rochebrune, réalisée vers 1880 illustrant le donjon vu depuis l'ancien porche, à l'est : trois tours en partie ruinées y sont visibles, mais elles ont disparu depuis. Un second rempart, en grande partie encore debout, séparait la basse-cour du parvis de l'église ; on remarque encore dans le passage en son centre l'emplacement de la herse qui en barrait le passage. Enfin, la haute-cour, située au nord du donjon, est encore entourée de son enceinte en cours de restauration. 
À l'origine, la seule entrée dans la forteresse se trouvait à l'est, au niveau de la jonction de la place de l'église avec la rue De Lattre de Tassigny et la place du Marché. Mais en 1525, une seconde entrée est percée dans les remparts, à l'ouest. Cette entrée d'apparat se constitue d'un pont dormant et d'un porche décoré de colonnes ioniques, fermé seulement par une porte (seuls les gonds sont encore visibles) et était destinée à impressionner le visiteur. 
Peu après la construction du porche Renaissance, Bazoges se dote d'une fuie. Les armes figurant sur le linteau de la porte, correspondant à celles de Jean III Girard et de son épouse Valentine Lorfeyvre, permettent de le dater des alentours de 1540. Les 1 980 boulins présents à l'intérieur illustrent la richesse de ses propriétaires. Symbole des privilèges accordés aux nobles, le colombier est aujourd'hui l'élément central du jardin médiéval de Bazoges. Par sa taille, son âge et son état (seules les tuiles ont été changées, la charpente et les murs n'ont jamais été restaurés), il passe pour être l'un des mieux conservées en Europe. 
Enfin, l'enceinte castrale abritait l'église Notre-Dame de l'Assomption, dont la construction s'étale du XIe au XVIe siècle. 

### Architecture du donjon

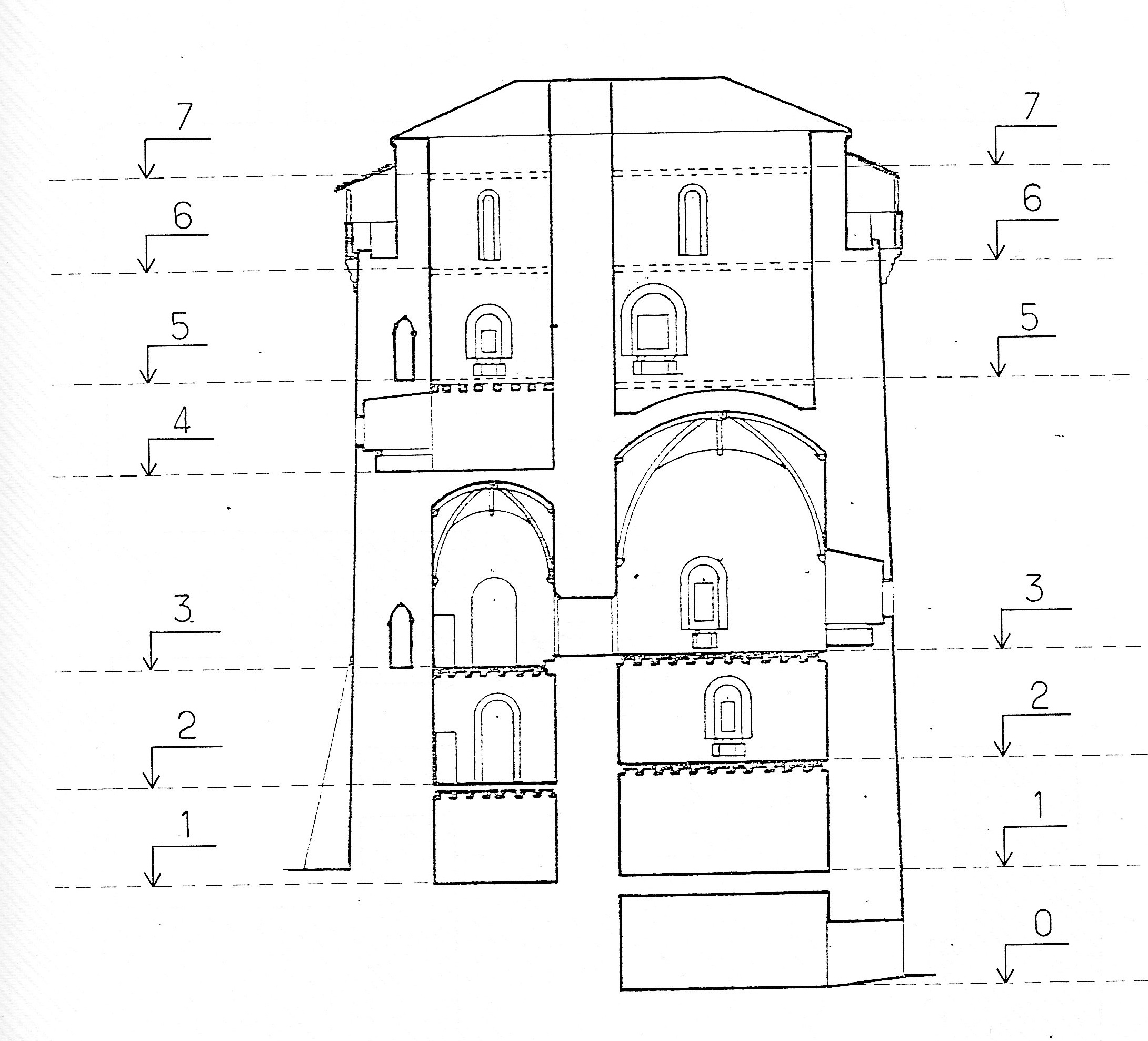
Plan de coupe du donjon de Bazoges en Pareds.

Le tout est dominé par un donjon rectangulaire, d'environ 30 mètres de hauteur, divisé en 8 niveaux. Sur le plan ci-contre, les niveaux 0 et 1 correspondent aux caves du château, les niveaux 2 à 6 aux pièces de vie et le niveau 7 au grenier. Chacun de ces niveaux, à l'exception de l'entresol (niveau 4) comporte deux salles : une grande à laquelle on accède par l'escalier, occupant la moitié ouest, et une petite à l'est. Une tourelle d'escalier dessert les étages ; elle flanque la face nord du donjon et marque une rupture dans son architecture : la partie est est moins large que la partie ouest. Toutes les salles des niveaux 2, 3, 5 et 6 disposent d'une cheminée. Celle de la grande pièce du niveau 5, qui correspondait sans doute aux appartements seigneuriaux, est richement décorée : elle porte le blason des Girard de Bazoges (losangé d'or et de gueules), celui attribué à la seigneurie (d'azur fleur de lysé et contre fleur de lysé d'or de trois pièces), ainsi qu'une étoile de maçonnerie et des motifs floraux. De même, celle de la grande salle du niveau 6 porte les blasons de la seigneurie et celui des Girard, mais accompagnés d'un lambel, une pièce indiquant que son propriétaire est le cadet d'une grande famille (s'agirait-il de Régnault Girard ?). Les autres cheminées sont elles aussi décorées. 
L'étage le plus remarquable est certainement le premier (niveau 3 sur le plan). Il correspond aux salles d'apparat, destinées à accueillir les banquets et où le seigneur apparaissait en public, ainsi qu'à l'étage d'entrée dans le donjon (l'ancienne porte est toujours visible près de la tour d'escalier, à l'extérieur du monument). La grande salle est voutée en ogive. Les quatre culs-de-lampe, qui réceptionnent les nervures de l'ogive, sont sculptés : une truie allaitant ses petits, rappelant la fertilité des terres de la seigneurie, côtoie trois visages énigmatiques. La petite salle, elle aussi voutée en ogive, est décorée de quatre culs-de-lampe dont l'un porte un visage, un autre les armes aux fleurs de lys attribuées à la seigneurie, les deux derniers des motifs floraux. La voute de cette seconde salle étant plus basse que celle de la première, les architectes ont dû compenser ce défaut en aménageant un entresol (niveau 4 sur le plan) correspondant à une petite pièce d'où était actionnée la herse verrouillant l'entrée du donjon. 
Le sommet du donjon est occupé par un grenier, surmonté par le toit conique de la tourelle d'escalier. Il est entouré par un impressionnant chemin de ronde reposant sur 56 mâchicoulis, tous sculptés, au milieu desquelles dépassent quatre gargouilles sculptées chargées d'évacuer l'eau du chemin de ronde. Il est curieux de remarquer que le chemin de ronde, en plus d'être particulièrement étroit, ne fait pas le tour complet du monument : la tour d'escalier l'en empêche ! Selon l'équipe de médiation du donjon, c'est parce que celui-ci n'a pas de vocation militaire. D'autres éléments le prouvent : le fait que la tour soit rectangulaire alors même que les tours rondes dominent (elles résistent mieux à l'artillerie), le peu d'archères percées dans les murs alors que certains niveaux disposent de fenêtres à meneaux bien moins efficaces en défense, ou encore l'omniprésence de sculptures, jusque sur les mâchicoulis. Tous ces exemples amènent en effet à penser que ce donjon est plus un donjon d'apparat, destiné à impressionner le visiteur étranger et à illustrer la puissance et la richesse de son propriétaire, qu'un élément militaire.

## Mise en valeur touristique

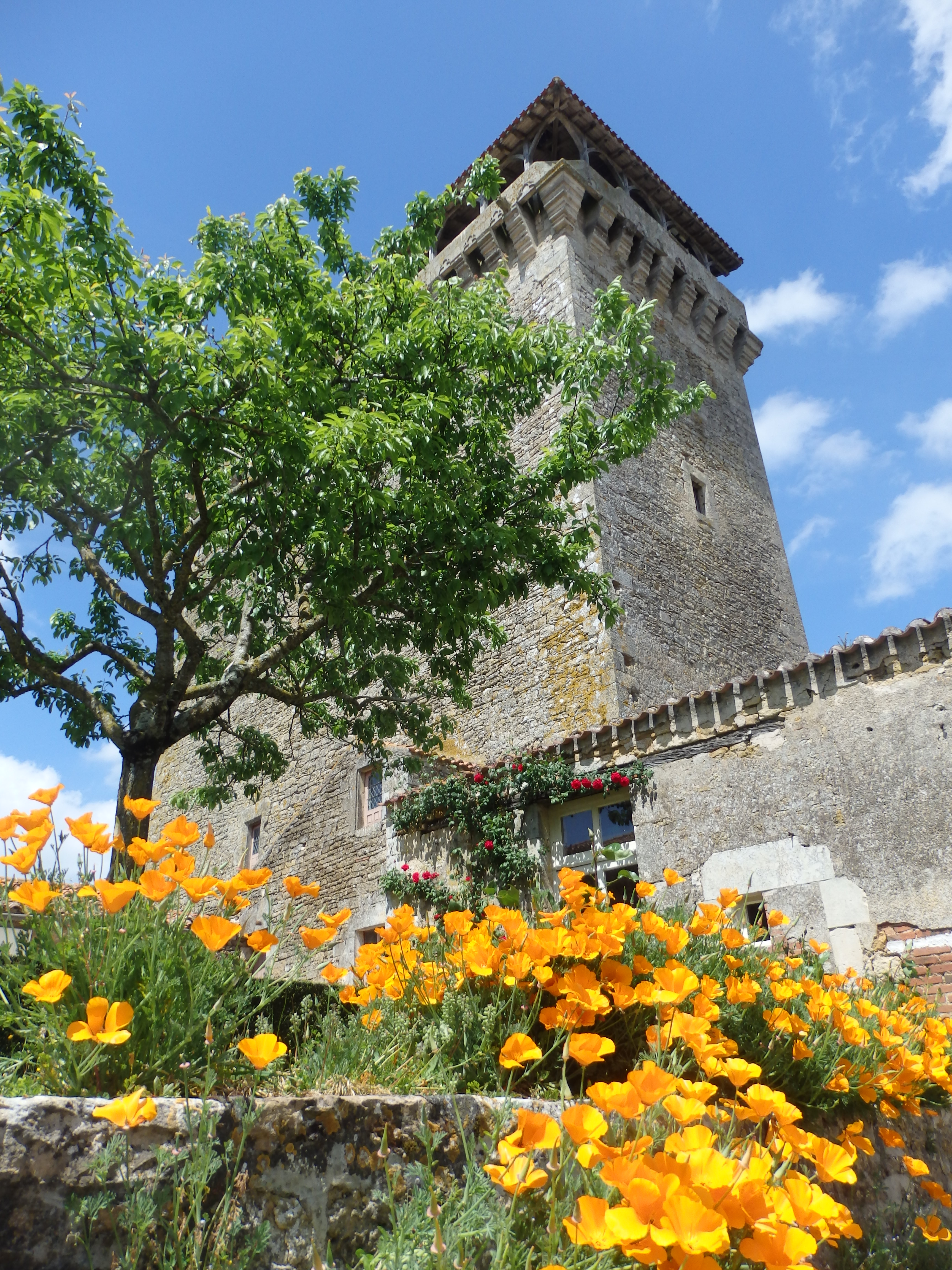
Donjon de Bazoges-en-Pareds

Propriété de la commune depuis 1989, le site du donjon est ouvert au public depuis 1995. Outre la tour maîtresse, meublée et ouverte sur cinq étages (seuls les caves et le greniers ne se visitent pas), la commune a souhaité créer un jardin contemporain d'inspiration médiévale, regroupant quelque 300 plantes médiévales sur un peu plus de 3 000m². Le jardin a obtenu le label "Jardin remarquable" en  2018. 
La visite se complète encore par un musée d'art et de traditions populaires (collections appartiennent à l'association "Au Cœur du Bocage"), installé dans un ancien corps de ferme et plongeant le visiteur dans une fermette du bocage à la fin du XIXè siècle. 
Ouvert de mai à septembre, le donjon propose nombre d'animations pour les adultes et enfants tout l'été. Chaque année depuis 2003, l’association "Au Cœur du Bocage" organise des médiévales (le 2 et 3 aout en 2025): vieux métiers, combats de chevaliers, marché médiéval, ateliers, etc. occupent tout le weekend.
A noter : le site possède la marque Accueil Vélo. Un parking abrité est à disposition des cyclistes.